# Brantley Southers
Brantley Southers (Marietta, 1965) è un'ex cestista statunitense.

## Carriera
Ha occupato il ruolo di guardia-ala ed è alta 184 cm. Ha giocato in Serie A1 con Messina.
Nel 2021 è stata introdotta nella University of South Carolina Athletics Hall of Fame.